# جرادي كول سنتر
جرادي كول سنتر (بالإنجليزية: Grady Cole Center)‏ هو مركز مدني صغير يقع في حرم كلية سنترال بيدمونت المجتمعية في شارلوت، بولاية كارولاينا الشمالية.